# Olszanka (gemeente in powiat Brzeski)
De gemeente Olszanka is een landgemeente in het Poolse woiwodschap Opole, in powiat Brzeski (Opole).
De zetel van de gemeente is in Olszanka.
Op 30 juni 2004 telde de gemeente 4987 inwoners.

## Oppervlakte gegevens
In 2002 bedroeg de totale oppervlakte van gemeente Olszanka 92,61 km², waarvan:
- agrarisch gebied: 86%
- bossen: 5%

De gemeente beslaat 10,57% van de totale oppervlakte van de powiat.

## Demografie
Stand op 30 juni 2004:
| Omschrijving                   | Totaal | Totaal | Vrouwen | Vrouwen | Mannen | Mannen |
| ------------------------------ | ------ | ------ | ------- | ------- | ------ | ------ |
| eenheid                        | aantal | %      | aantal  | %       | aantal | %      |
| inwoners                       | 4987   | 100    | 2482    | 49,8    | 2505   | 50,2   |
| bevolkingsdichtheid (inw./km²) | 53,8   | 53,8   | 26,8    | 26,8    | 27     | 27     |

In 2002 bedroeg het gemiddelde inkomen per inwoner 1367,09 zł.

## Aangrenzende gemeenten
Grodków, Lewin Brzeski, Niemodlin, Skarbimierz, Wiązów